# Embrace the Space
Embrace the Space ist ein Musikalbum des Trios Space. Die am 17. Januar 2023 im Atlantis Studio, Stockholm, entstandenen Aufnahmen erschienen am 15. März 2024 auf Relative Pitch Records.

## Hintergrund
Das schwedische Trio Space ist eine kollaborativ arbeitende Gruppe, die aus drei Improvisationsmusikerinnen besteht. Die Pianistin Lisa Ullén, die Bassistin Elsa Bergman und die Schlagzeugerin Anna Lund arbeiten einzeln und gemeinsam im Grenzbereich zwischen Neuer Musik und Free Jazz, notierte Hrayr Attarian. Embrace the Space ist die zweite Veröffentlichung des Trios und besteht aus acht dynamischen, miteinander verbundenen Stücken.

## Titelliste
- Space: Embrace the Space (Relative Pitch Records RPR1171)[2]

1. Look 3:10
2. The Immeasurable 7:09
3. All at Once 8:11
4. Cyklop 3:23
5. Bleach 12:21
6. Rage 3:36
7. Composure 4:08
8. Blood & Money 3:20

Die Kompositionen stammen von Lisa Ullén, Elsa Bergman und Anna Lund.

## Rezeption
Nach Ansicht von Hrayr Attarian, der das Album in All About Jazz rezensierte, ist der Zusammenhalt innerhalb der Gruppe großartig und mache sie zu einer einheitlichen Formation, die gleichzeitig die Individualität ihrer Mitglieder hervorhebe. Die Ergebnisse seien dramatisch und fesselnd, da jede der Musikerinnen sich ausdrücken könne und zugleich die anderen beiden unterstütze. Diese zusammenhängende Aufnahme würde schnell eine angespannte und beunruhigende Stimmung erzeugen. Die feurige Darbietung kokettiere wunderbar mit Dissonanzen und spiegle dabei nicht nur der Form halber die kreative Wut im Inneren wider. Embrace the Space sei mehr als nur eine Sammlung von Soli der Superlative. Dies sei eine wahre Synthese dreier unterschiedlicher, aber dennoch zusammenhängender künstlerischer Visionen, im Ergebnis eine geschlossene, vielschichtige und erhabene „Verschmelzung von Individuum und Kollektiv“.